# Port lotniczy Puebla
Port lotniczy Puebla (Aeropuerto Internacional Hermanos Serdán) – międzynarodowy port lotniczy położony w Puebli, w Meksyku. Jest największym portem lotniczym w stanie Puebla.

## Linie lotnicze i połączenia

### Krajowe
- Aeroméxico / Aeroméxico Connect
  - Monterrey

- Volaris
  - Cancún
  - Guadalajara
  - Tijuana

### Międzynarodowe
- Continental Airlines obsługiwane przez ExpressJet Airlines
  - Houston-Intercontinental